# Guapó
Guapó este un oraș în Goiás (GO), Brazilia.